# 본자
본자(本字)는 정체자의 원래 자형을 지닌 한자 글자를 가리킨다.
본디 정체자, 곧 정자(正字)는 전통적으로 써 오던 방식 그대로의 한자 글자를 가리킨다. 그러나 간혹 예외적으로 변형된 글자가 정체자로 쓰이는 경우가 있다. 이때 과거에 쓰이던 정체자, 곧 점이나 획을 생략하거나 변경하지 않은 한자 글자를 본자라 부른다. 또한 한자를 쓰는 지역에 따라 본자로 취급하기도 하고, 그렇지 않기도 한다.

## 예시
| 본자 | 속자 | 훈과 음     |
| ---- | ---- | ----------- |
| 𩏑   | 韓   | 한국 한     |
| 𤁉   | 漢   | 한나라 한   |
| 秊   | 年   | 해 년       |
| 豐   | 豊   | 풍년 풍     |
| 強   | 强   | 굳셀 강     |
| 姊   | 姉   | 손윗누이 자 |
| 畫   | 畵   | 그림 화     |
| 高   | 髙   | 높을 고     |
| 靑   | 青   | 푸를 청     |
| 牀   | 床   | 평상 상     |
| 衞   | 衛   | 지킬 위     |
| 兦   | 亡   | 망할 망     |
| 窗   | 窓   | 창문 창     |
| 椉   | 乘   | 탈 승       |
| 𣂺   | 新   | 새 신       |
| 𧢲   | 角   | 뿔 각       |
| 灮   | 光   | 빛 광       |
| 𤆍   | 赤   | 붉을 적     |

## 같이 보기
- 정체자
- 간체자
- 약자